# Посольство України в Чорногорії
Посольство України в Чорногорії — дипломатична місія України в Чорногорії, знаходиться в Подгориці.

## Завдання посольства
Основне завдання Посольства України в Подгориці представляти інтереси України, сприяти розвиткові політичних, економічних, культурних, наукових та інших зв'язків, а також захищати права та інтереси громадян і юридичних осіб України, які перебувають на території Чорногорії.
Посольство сприяє розвиткові міждержавних відносин між Україною і Чорногорією на всіх рівнях, з метою забезпечення гармонійного розвитку взаємних відносин, а також співробітництва з питань, що становлять взаємний інтерес. Посольство виконує також консульські функції.

## Історія дипломатичних відносин
Україна визнала Чорногорію 15 червня 2006 року. 22 серпня 2006 року відбувся обмін нотами про встановлення дипломатичних відносин між Україною та Чорногорією. Посольство України в Чорногорії працює з 2008 року. Посольство Чорногорії в Україні відкрито у 2015 році. Посол Чорногорії в Чехії за сумісництвом в Україні.

## Керівники дипломатичної місії
1. Слюсаренко Оксана Олександрівна (2008—2014)[1]
2. Цибульник Володимир Володимирович (2014—2015) т.п.
3. Волкова Тетяна Вячеславівна (2015—2017) т.п.
4. Фіялка Наталія Миколаївна (2017—2022) т.п.[2][3]
5. Герасименко Олег Владиславович (з 2022)[4]